# Albert Heijn (1865)

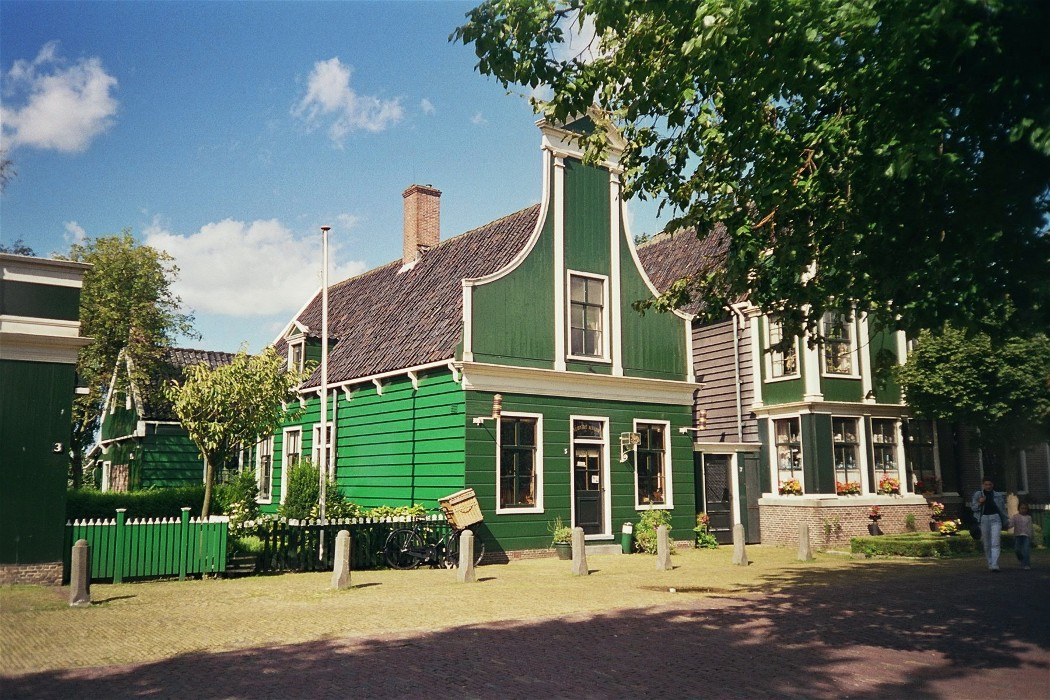
Replica van de eerste winkel in openluchtmuseum Zaanse Schans

Albert Heijn (Oostzaan, 15 oktober 1865 – Amsterdam, 13 november 1945) was de grondlegger van de gelijknamige supermarktketen. 

## Loopbaan
Heijn nam op 27 mei 1887 (zijn trouwdag) de kruidenierswinkel van zijn vader Jan Simonsz Heijn in de Kerkbuurt van Oostzaan over. Het werd een groot succes waardoor hij acht jaar later een filiaal kon openen in Purmerend. 
Al vanaf 1895 legde Heijn zich naast de verkoop tevens toe op de productie van levensmiddelen. Zo werden in de keuken van een herenhuis in Zaandam koekjes gebakken en achter de winkel in Oostzaan eigen koffie gebrand.
Heijn gaf de leiding over het bedrijf in 1920 over aan zijn zoons Jan Heijn en Gerrit Heijn, en zijn schoonzoon Johan Hille. Later bouwden zijn kleinkinderen Albert en Gerrit Jan Heijn het familiebedrijf verder uit.

## Vrijmetselarij
Albert Heijn was actief lid van vrijmetselaarsloge Anna Palowna in Zaandam. Hij werd ingewijd in het  logegebouw aan de Stationsstraat te Zaandam. 